# 19304 Yoshidaseiko
19304 Yoshidaseiko è un asteroide della fascia principale interna. Scoperto nel 1996, presenta un'orbita caratterizzata da un semiasse maggiore pari a 2,374666 UA e da un'eccentricità di 0,213396, inclinata di 2,116581° rispetto all'eclittica.
È membro della famiglia di asteroidi Nysa.